# 16217 Peterbroughton
16217 Peterbroughton è un asteroide della fascia principale. Scoperto nel 2000, presenta un'orbita caratterizzata da un semiasse maggiore pari a 2,5604999 UA e da un'eccentricità di 0,2058019, inclinata di 4,14210° rispetto all'eclittica.